# Monument la mormântul comun al ostașilor și în memoria consătenilor căzuți în 1941-1945 (Cimișlia)
Monumentul la mormântul comun al ostașilor și în memoria consătenilor căzuți în 1941-1945 este un monument amplasat în Cimișlia, Republica Moldova. Este un monument istoric de importanță națională inclus în Registrul monumentelor Republicii Moldova ocrotite de stat cu nr. 196 (raionul Cimișlia).